# Monodelphis glirina
Monodelphis glirina é uma espécie de marsupial da família Didelphidae. Pode ser encontrada na Bolívia, Peru e Brasil.